# Partecipanti alla Volta Ciclista a Catalunya 2022
Elenco dei partecipanti alla Volta Ciclista a Catalunya 2022.
La Volta Ciclista a Catalunya 2022 è stata la centunesima edizione della corsa. Alla competizione presero parte 24 squadre: 18 con licenza UCI World Tour 2022 e 6 UCI ProTeam.
Partenza con 165 ciclisti accreditati.

## Corridori per squadra
Nota: R ritirato, NP non partito, FT fuori tempo, SQ squalificato
| Ineos Grenadiers                   | Ineos Grenadiers                   | Ineos Grenadiers                   | Quick-Step Alpha Vinyl Team | Quick-Step Alpha Vinyl Team | Quick-Step Alpha Vinyl Team | Jumbo-Visma             | Jumbo-Visma             | Jumbo-Visma             |
| ---------------------------------- | ---------------------------------- | ---------------------------------- | --------------------------- | --------------------------- | --------------------------- | ----------------------- | ----------------------- | ----------------------- |
| N°                                 | Ciclista                           | Clas.                              | N°                          | Ciclista                    | Clas.                       | N°                      | Ciclista                | Clas.                   |
| 1                                  | Richie Porte                       | R 2ª                               | 11                          | Fausto Masnada              | R 3ª                        | 21                      | Rohan Dennis            | 54°                     |
| 2                                  | Richard Carapaz                    | 2°                                 | 12                          | Andrea Bagioli              | 56°                         | 22                      | Steven Kruijswijk       | 20°                     |
| 3                                  | Michał Kwiatkowski                 | NP3ª                               | 13                          | Ilan Van Wilder             | R 6ª                        | 23                      | Sam Oomen               | 10°                     |
| 4                                  | Carlos Rodríguez                   | 15°                                | 14                          | Louis Vervaeke              | 62°                         | 25                      | Tom Dumoulin            | R 3ª                    |
| 5                                  | Pavel Sivakov                      | R 4ª                               | 15                          | Ethan Vernon                | 92°                         | 26                      | David Dekker            | NP6ª                    |
| 6                                  | Jonathan Castroviejo               | 43°                                | 16                          | Pieter Serry                | NP4ª                        | 27                      | Robert Gesink           | 40°                     |
| 7                                  | Luke Plapp                         | R 6ª                               | 17                          | Dries Devenyns              | 76°                         |                         |                         |                         |
| UAE Team Emirates                  | UAE Team Emirates                  | UAE Team Emirates                  | Bahrain Victorious          | Bahrain Victorious          | Bahrain Victorious          | Bora-Hansgrohe          | Bora-Hansgrohe          | Bora-Hansgrohe          |
| N°                                 | Ciclista                           | Clas.                              | N°                          | Ciclista                    | Clas.                       | N°                      | Ciclista                | Clas.                   |
| 31                                 | João Almeida                       | 3°                                 | 41                          | Jack Haig                   | NP2ª                        | 51                      | Ben Zwiehoff            | 63°                     |
| 32                                 | Rui Costa                          | 69°                                | 42                          | Sonny Colbrelli             | NP2ª                        | 53                      | Jai Hindley             | 13°                     |
| 33                                 | George Bennett                     | 42°                                | 43                          | Dylan Teuns                 | 12°                         | 54                      | Sergio Higuita          | 1°                      |
| 34                                 | Sebastián Molano                   | R 5ª                               | 44                          | Wout Poels                  | R 7ª                        | 55                      | Martin Laas             | R 7ª                    |
| 35                                 | Juan Ayuso                         | 5°                                 | 45                          | Phil Bauhaus                | R 7ª                        | 56                      | Anton Palzer            | 25°                     |
| 36                                 | Ivo Oliveira                       | 94°                                | 46                          | Santiago Buitrago           | 37°                         | 57                      | Cesare Benedetti        | NP4ª                    |
| 37                                 | Marc Soler                         | R 7ª                               | 47                          | Hermann Pernsteiner         | 17°                         |                         |                         |                         |
| AG2R Citroën Team                  | AG2R Citroën Team                  | AG2R Citroën Team                  | Groupama-FDJ                | Groupama-FDJ                | Groupama-FDJ                | Israel-Premier Tech     | Israel-Premier Tech     | Israel-Premier Tech     |
| N°                                 | Ciclista                           | Clas.                              | N°                          | Ciclista                    | Clas.                       | N°                      | Ciclista                | Clas.                   |
| 61                                 | Ben O'Connor                       | 6°                                 | 71                          | Michael Storer              | 52°                         | 81                      | Michael Woods           | NP6ª                    |
| 62                                 | Dorian Godon                       | 67°                                | 72                          | Seb Reichenbach             | 14°                         | 82                      | Alessandro De Marchi    | NP1ª                    |
| 63                                 | Lawrence Warbasse                  | 60°                                | 73                          | Attila Valter               | 26°                         | 83                      | Mads Würtz Schmidt      | 72°                     |
| 64                                 | Clément Berthet                    | 49°                                | 74                          | Matteo Badilatti            | 66°                         | 84                      | Corbin Strong           | NP4ª                    |
| 65                                 | Mikaël Cherel                      | 57°                                | 75                          | Rudy Molard                 | R 7ª                        | 85                      | Daryl Impey             | 53°                     |
| 66                                 | Jaakko Hänninen                    | 81°                                | 76                          | Quentin Pacher              | 26°                         | 86                      | Simon Clarke            | 47°                     |
| 67                                 | Nans Peters                        | R 2ª                               | 77                          | Bruno Armirail              | R 6ª                        | 87                      | Guillaume Boivin        | R 6ª                    |
| Movistar Team                      | Movistar Team                      | Movistar Team                      | Trek-Segafredo              | Trek-Segafredo              | Trek-Segafredo              | Astana Qazaqstan Team   | Astana Qazaqstan Team   | Astana Qazaqstan Team   |
| N°                                 | Ciclista                           | Clas.                              | N°                          | Ciclista                    | Clas.                       | N°                      | Ciclista                | Clas.                   |
| 91                                 | Alejandro Valverde                 | NP6ª                               | 101                         | Mattias Skjelmose           | 16°                         | 111                     | Joseph Dombrowski       | 32°                     |
| 92                                 | Iván Sosa                          | 41°                                | 102                         | Antwan Tolhoek              | 78°                         | 112                     | Simone Velasco          | 36°                     |
| 93                                 | Carlos Verona                      | 11°                                | 103                         | Giulio Ciccone              | 21°                         | 113                     | Javier Romo             | 24°                     |
| 94                                 | José Joaquín Rojas                 | NP4ª                               | 104                         | Juan Pedro López            | R 7ª                        | 114                     | Vadim Pronskij          | 58°                     |
| 95                                 | Oier Lazkano                       | 85°                                | 105                         | A. Gebreigzabhier           | R 7ª                        | 115                     | Sebastián Henao         | 45°                     |
| 96                                 | William Barta                      | 77°                                | 106                         | Dario Cataldo               | R 6ª                        | 116                     | Aljaksandr Rabušėnka    | 91°                     |
| 97                                 | Albert Torres                      | R 5ª                               | 107                         | Marc Brustenga              | R 7ª                        | 117                     | Valerio Conti           | NP6ª                    |
| Intermarché-Wanty-Gobert Matériaux | Intermarché-Wanty-Gobert Matériaux | Intermarché-Wanty-Gobert Matériaux | Cofidis                     | Cofidis                     | Cofidis                     | EF Education-EasyPost   | EF Education-EasyPost   | EF Education-EasyPost   |
| N°                                 | Ciclista                           | Clas.                              | N°                          | Ciclista                    | Clas.                       | N°                      | Ciclista                | Clas.                   |
| 121                                | Louis Meintjes                     | 46°                                | 131                         | Guillaume Martin            | 8°                          | 141                     | Diego Camargo           | 64°                     |
| 122                                | Simone Petilli                     | 31°                                | 132                         | Jesús Herrada               | 28°                         | 142                     | Esteban Chaves          | 44°                     |
| 123                                | Jan Hirt                           | R 7ª                               | 133                         | Pierre-Luc Périchon         | 84°                         | 143                     | Hugh Carthy             | 27°                     |
| 124                                | Laurens Huys                       | 35°                                | 134                         | Hugo Toumire                | R 6ª                        | 144                     | Odd Christian Eiking    | NP6ª                    |
| 125                                | Jan Bakelants                      | 19°                                | 135                         | Alexandre Delettre          | 93°                         | 145                     | Merhawi Kudus           | 50°                     |
| 126                                | Tom Devriendt                      | R 3ª                               | 136                         | José Herrada                | 30°                         | 146                     | Neilson Powless         | NP6ª                    |
| 127                                | Théo Delacroix                     | R 6ª                               | 137                         | Sander Armée                | 86°                         | 147                     | Jonathan Caicedo        | R 7ª                    |
| Team Arkéa-Samsic                  | Team Arkéa-Samsic                  | Team Arkéa-Samsic                  | Lotto Soudal                | Lotto Soudal                | Lotto Soudal                | Team BikeExchange-Jayco | Team BikeExchange-Jayco | Team BikeExchange-Jayco |
| N°                                 | Ciclista                           | Clas.                              | N°                          | Ciclista                    | Clas.                       | N°                      | Ciclista                | Clas.                   |
| 151                                | Nairo Quintana                     | 4°                                 | 161                         | Thomas De Gendt             | R 3ª                        | 171                     | Simon Yates             | NP4ª                    |
| 152                                | Élie Gesbert                       | 68°                                | 162                         | Harm Vanhoucke              | R 6ª                        | 172                     | Michael Matthews        | R 3ª                    |
| 153                                | Anthony Delaplace                  | R 6ª                               | 164                         | Filippo Conca               | R 6ª                        | 173                     | Damien Howson           | 33°                     |
| 154                                | Miguel Eduardo Flórez              | R 6ª                               | 165                         | Matthew Holmes              | NP5ª                        | 174                     | Kaden Groves            | 71°                     |
| 155                                | Hugo Hofstetter                    | R 7ª                               | 166                         | Viktor Verschaeve           | R 6ª                        | 175                     | Michael Hepburn         | R 6ª                    |
| 156                                | Winner Anacona                     | 65°                                | 167                         | Sylvain Moniquet            | 29°                         | 176                     | Chris Juul Jensen       | 79°                     |
| 157                                | Łukasz Owsian                      | 39°                                |                             |                             |                             | 177                     | Callum Scotson          | 51°                     |
| Team DSM                           | Team DSM                           | Team DSM                           | Equipo Kern Pharma          | Equipo Kern Pharma          | Equipo Kern Pharma          | Uno-X Pro Cycling Team  | Uno-X Pro Cycling Team  | Uno-X Pro Cycling Team  |
| N°                                 | Ciclista                           | Clas.                              | N°                          | Ciclista                    | Clas.                       | N°                      | Ciclista                | Clas.                   |
| 181                                | Mark Donovan                       | NP6ª                               | 191                         | José Félix Parra            | R 6ª                        | 201                     | Tobias Johannessen      | 7°                      |
| 182                                | Casper Pedersen                    | R 7ª                               | 192                         | Urko Berrade                | NP6ª                        | 202                     | Anthon Charmig          | R 6ª                    |
| 183                                | Romain Combaud                     | NP4ª                               | 193                         | Héctor Carretero            | R 7ª                        | 203                     | Idar Andersen           | R 7ª                    |
| 184                                | Henri Vandenabeele                 | 34°                                | 194                         | Raúl García Pierna          | 74°                         | 204                     | Torstein Træen          | 9°                      |
| 185                                | Marius Mayrhofer                   | R 3ª                               | 195                         | Jaime Castrillo             | R 6ª                        | 205                     | Jonas Gregaard          | 22°                     |
| 186                                | Jonas Hvideberg                    | R 7ª                               | 196                         | Francisco Galván            | 59°                         | 206                     | Jacob Hindsgaul         | 90°                     |
| 187                                | Marco Brenner                      | R 4ª                               | 197                         | Roger Adrià                 | 73°                         | 207                     | Torjus Sleen            | R 6ª                    |
| Caja Rural-Seguros RGA             | Caja Rural-Seguros RGA             | Caja Rural-Seguros RGA             | Euskaltel-Euskadi           | Euskaltel-Euskadi           | Euskaltel-Euskadi           | Burgos-BH               | Burgos-BH               | Burgos-BH               |
| N°                                 | Ciclista                           | Clas.                              | N°                          | Ciclista                    | Clas.                       | N°                      | Ciclista                | Clas.                   |
| 211                                | Jhojan García                      | 75°                                | 221                         | Mikel Bizkarra              | 89°                         | 231                     | Daniel Navarro          | 18°                     |
| 212                                | Michal Schlegel                    | 88°                                | 222                         | Luis Ángel Maté             | R 7ª                        | 232                     | Óscar Cabedo            | R 6ª                    |
| 213                                | Fernando Barceló                   | 38°                                | 223                         | Gotzon Martín               | 55°                         | 233                     | Jetse Bol               | 61°                     |
| 214                                | Mikel Nieve                        | R 4ª                               | 224                         | Joan Bou                    | 80°                         | 234                     | Alex Molenaar           | R 7ª                    |
| 215                                | Álvaro Cuadros                     | R 3ª                               | 225                         | Unai Cuadrado               | 87°                         | 235                     | Adrià Moreno            | R 7ª                    |
| 216                                | Joel Nicolau                       | 70°                                | 226                         | Carlos Canal                | 48°                         | 236                     | Ander Okamika           | 83°                     |
| 217                                | Eduard Prades                      | R 7ª                               | 227                         | Antonio Jesús Soto          | 82°                         | 237                     | Manuel Peñalver         | R 7ª                    |